# 土門廣
土門 廣（どもん こう、1967年2月7日 - ）は、日本の元俳優。本名、尾澤 優司（）。
東京都出身。青山学院高等部卒業。株式会社仕事に所属していた。

## 来歴
浪人中に見た無名塾の舞台に感銘を受け、役者を志して日本大学芸術学部演劇学部へ進み、1988年4月に無名塾に入る。同年『肝っ玉おっ母と子供たち』で初舞台を踏み、翌年（1989年）には『友よ静かに瞑れ』（フジテレビ）でテレビドラマにデビュー。
無名塾の舞台公演や単発のテレビドラマを経て、1991年にNHK連続テレビ小説『君の名は』でアイヌの青年役でレギュラー出演し注目される。
その後、見聞を広めるためにニューヨークで半年間過ごした後、1993年に仮面ライダー生誕20周年記念として企画されていた映画『仮面ライダーZO』（東映）のオーディションに合格し、主人公・麻生勝（仮面ライダーZO）役でスクリーン・デビューを果たす。1994年には『ブルースワット』（テレビ朝日）に主役メンバーの一人であるシグ役でレギュラー出演し、特に女性ファンからの熱狂的な人気を得た。1996年の『重甲ビーファイター』にも同役で客演している。
1996年4月より岡本富士太のあとを受け『中学生日記』（NHK）の教師（春日先生）役を務め、2年間レギュラー出演。1998年からは土曜ワイド劇場「森村誠一の終着駅シリーズ」（テレビ朝日）で大上刑事役を演じ、2003年放映の第15作まで出演したのち、俳優業を引退している。

## 人物・エピソード
- 趣味はスポーツ[2]。
- 妹が一人いる[3]。
- 俳優以外の活動では、『仮面ライダーZO』などのイベントで度々共演した畑澤和也監督が主催した阪神・淡路大震災のチャリティーイベントに参加した。このイベントには『ブルースワット』で共演した白鳥由夏と干潟智子も参加した[5]。
- 『仮面ライダーZO』での主役抜擢について、監督の雨宮慶太はオーディション当初から「（土門が）仮面ライダーだ」と感じ、土門の起用を心に決めていたと語っている[6]。
- 『ZO』では素面でコウモリ男との殺陣も演じているが、一般公開版では尺の都合から大半がカットされている。
- 『ZO』のラストシーンにおいて、勝が宏に自分のジャケットを掛けるという演出は土門自身の提案であったという[6]。
- 自身も子供のころから仮面ライダーになることに憧れアメリカで空手を習っており、ZOに変身したことでその夢を叶えたことになった[7]。
- 『ビーファイター』での客演時には『ブラック・ジャック2 ピノコ愛してる』の刺客での撮影のために髭を生やしていたが、劇中でもそのことをショウに突っこまれるシーンがある。

## 出演

### テレビドラマ
- 男と女のミステリー / 友よ静かに瞑れ（1989年11月3日、CX）
- 時代劇スペシャル / 十三人の刺客（1990年3月28日、CX） - 牧野采女
- 戦艦大和（1990年8月10日、CX） - 大道寺中尉
- 火曜サスペンス劇場 / 顔を隠す女（1991年3月19日、FBS） - 大宮弘
- 連続テレビ小説 / 君の名は 第115回 - 第145回（1991年8月12日 - 9月16日、NHK GTV） - 三郎
- 土曜ワイド劇場（ANB）
  - 松本清張作家活動40年記念・霧の旗（1991年11月23日） - 木村刑事
  - 思い出の青函連絡船（1993年9月25日） - 船員
  - 森村誠一の終着駅シリーズ - 大上達夫
    - 駅（1998年11月28日）
    - 殺人の花客（1999年3月27日）
    - 殺人の債権（1999年8月28日）
    - 夜行列車（2000年2月5日）
    - 殺人の赴任（2001年1月13日）
    - 砂漠の駅（2003年2月8日）

  - エステサロン白い肌殺人事件2 火の国熊本・天草取材旅行に死の予感 （1998年12月26日） - 大沢誠
- 忠臣蔵 風の巻・雲の巻（1991年12月13日、CX） - 間新六
- メタルヒーローシリーズ（ANB）
  - 特捜ロボ ジャンパーソン 第24話「史上初倒せぬ敵」（1993年7月11日） - 人間モドキ
  - ブルースワット（1994年1月30日 - 1995年1月29日） - シグ
  - 重甲ビーファイター 第52話「集結!! 3大英雄（ヒーロー）」、第53話「翔け!! 英雄（ヒーロー）達」（1996年2月18日・25日） - シグ
- エリアコードドラマ052 / 世にも不幸な女たち / 氷河期の女（1995年、NBN）
- 風の刑事・東京発! 第3話「那須高原行き! 夫を交換した女」（1995年11月1日、ANB）
- 中学生日記（1996年4月7日 - 1998年3月15日、NHK） - 主演・春日先生
- 影武者 徳川家康 第4話「風魔一族対柳生軍団」（1998年、ANB） - 柳生利厳
- 水戸黄門（TBS）
  - 第27部 第23話「嫁と認めぬ頑固医者 -飯山-」（1999年8月23日） - 相良市之介
  - 第28部 第2話「黄門様は恋の道先案内人 -小田原-」（2000年3月13日） - 篠田平八郎

### 映画
- 仮面ライダーシリーズ（東映）
  - 仮面ライダーZO（1993年4月17日） - 主演・麻生勝 / 仮面ライダーZO
  - 仮面ライダーワールド（1994年8月6日） - 仮面ライダーZOの声※イベント用3D映画
- 東映ヒーロー大集合（1994年8月6日、東映） - シグの声※イベント用3D映画
- きけ、わだつみの声 Last Friends（1995年6月3日、東映）
- 宣戦布告（2002年10月5日、東映） - 警視庁SAT中隊長 葉山克則

### オリジナルビデオ
- ブラック・ジャック2 ピノコ愛してる（1996年5月25日、バンダイビジュアル） - 刺客・北風

### 舞台
- 肝っ玉おっ母と子供たち（1988年、無名塾）
- シラノ・ド・ベルジュラック（1990年、無名塾）
- 令嬢ジュリー（1991年、無名塾）